# Subdominant
Met subdominant wordt in de muziektheorie de toon aangeduid op de vierde toontrap in de diatonische toonladder, dus een reine kwart boven de tonica (grondtoon).